# Thrichomys pachyurus
Thrichomys pachyurus — вид гризунів родини щетинцевих, який поширений у західній Бразилії та Парагваї. Живе на відкритих місцевостях, в серрадо, узліссях та луках. 

## Генетика
Каріотип: 2n=34, FN=64.

## Загрози та охорона
Немає серйозних загроз для цього виду. Зустрічається в кількох природоохоронних зонах.